# Arabella Stanton
Arabella Stanton, född 11 april 2014, är en brittisk skådespelerska.
Arabella Stanton har bland annat medverkat i teateruppsättningarna Matilda The Musical under perioden september 2023 till 2024 där hon spelade titelkaraktären Matilda Wormwood. I uppsättningen av Starlight Express spelade hon Control mellan juli 2024 till februari 2025. I maj 2025 meddelades att hon kommer att spela Hermione Granger i den kommande TV-serien Harry Potter.

## Filmografi (i urval)
- 2027 – Harry Potter (TV-serie)